# Теруел
 Тази статия е за града в Испания.  За провинцията вижте Теруел (провинция).  За комарката вижте Теруел (комарка).
Теруел (на испански: Teruel) е град в източна Испания, административен център на комарка Теруел и провинция Теруел в автономната област Арагон. Населението му е 35 484 души (януари 2017 г.).
Разположен е на 915 m надморска височина в Иберийските планини, на 146 km южно от Сарагоса и на 116 km северозападно от Валенсия и Средиземно море. Основан е през 1171 година от крал Алфонсо II като крепост на южната граница на Арагон с Алмохадите.

## Известни личности
Родени в Теруел
- Хавиер Сиера (р. 1971), писател